# 愛知県道508号内津勝川線

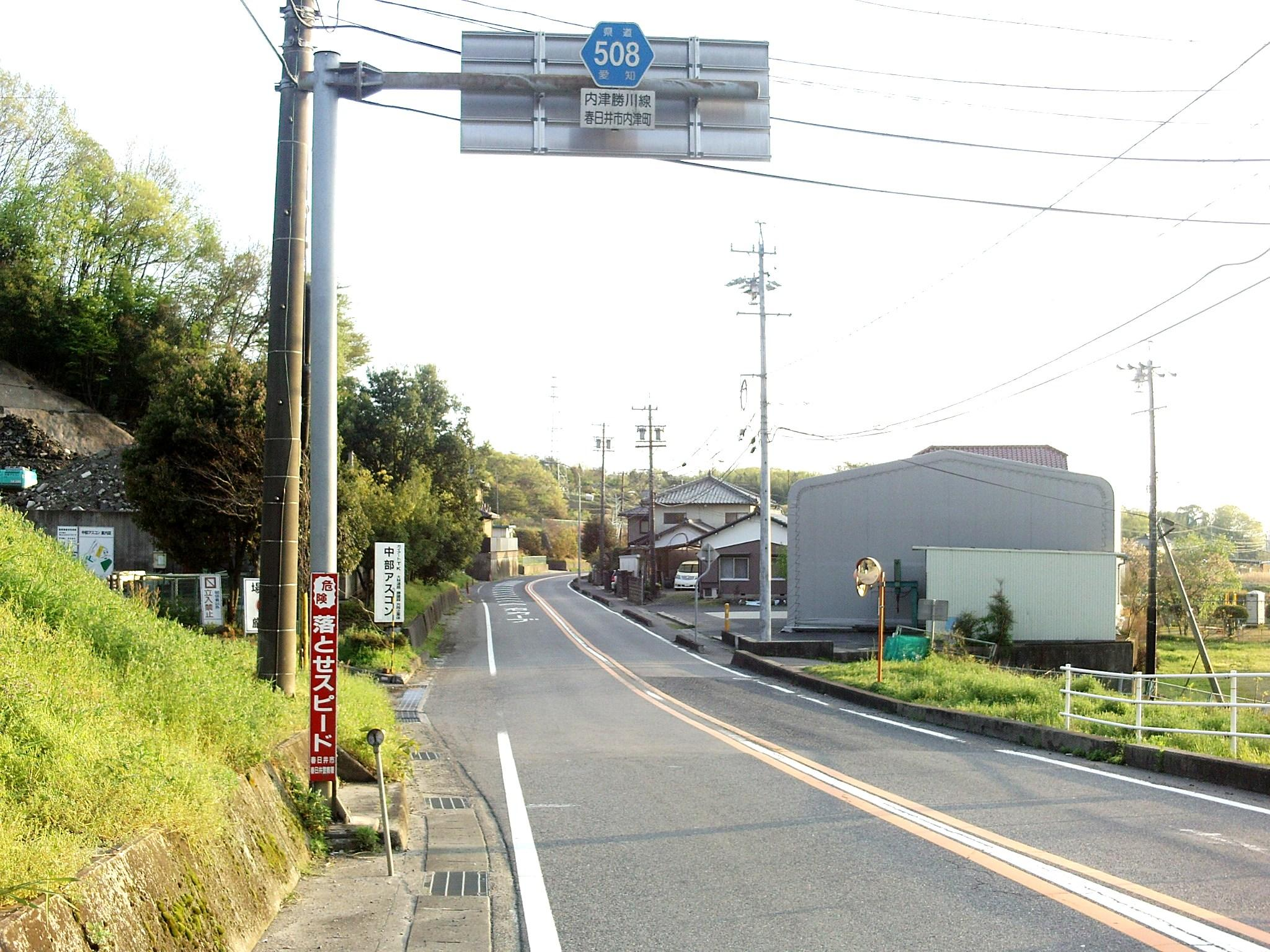
内津町。内津峠を下りた平地。

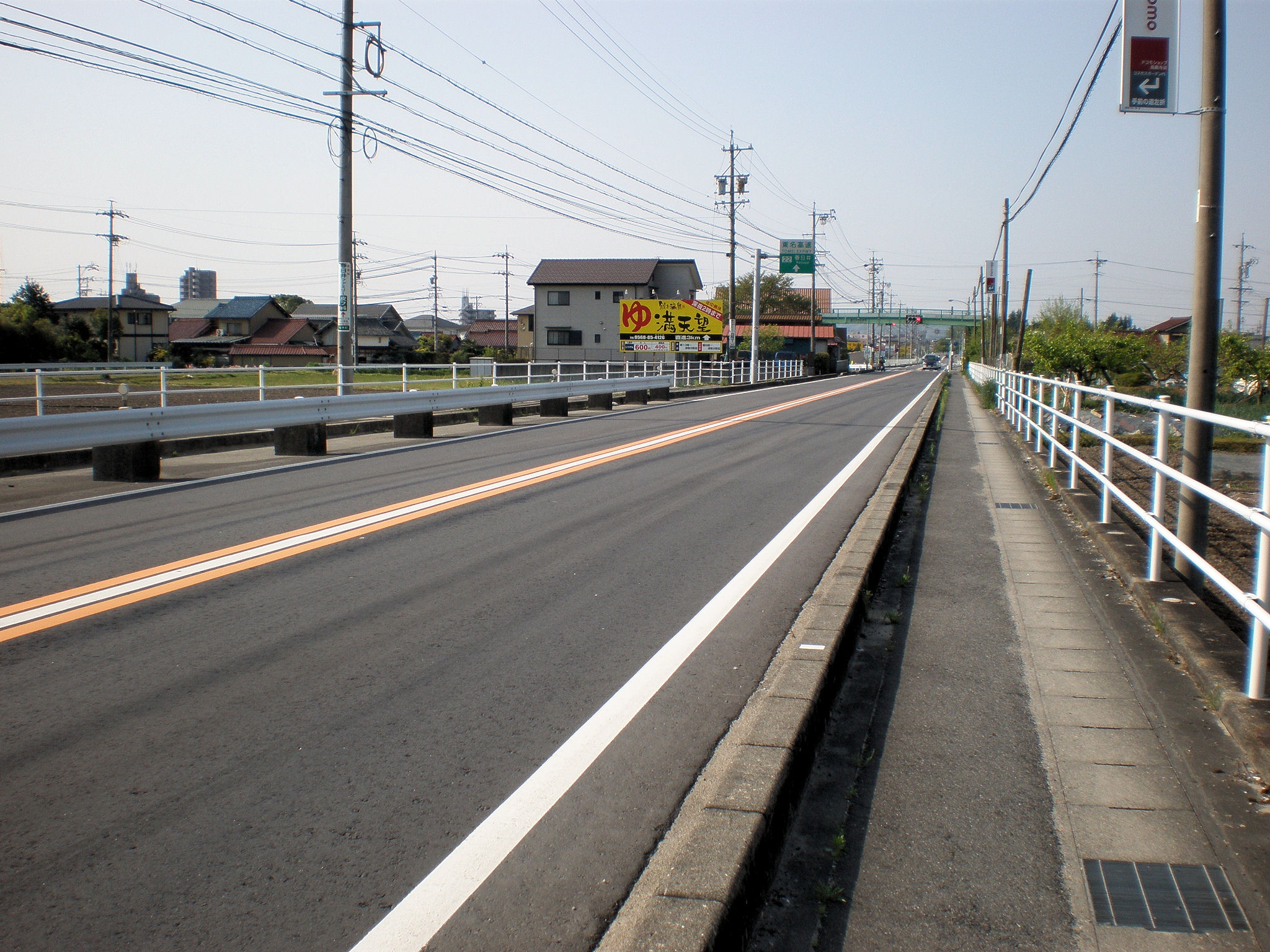
愛知県道508号内津勝川線（撮影場所：春日井市松本町）

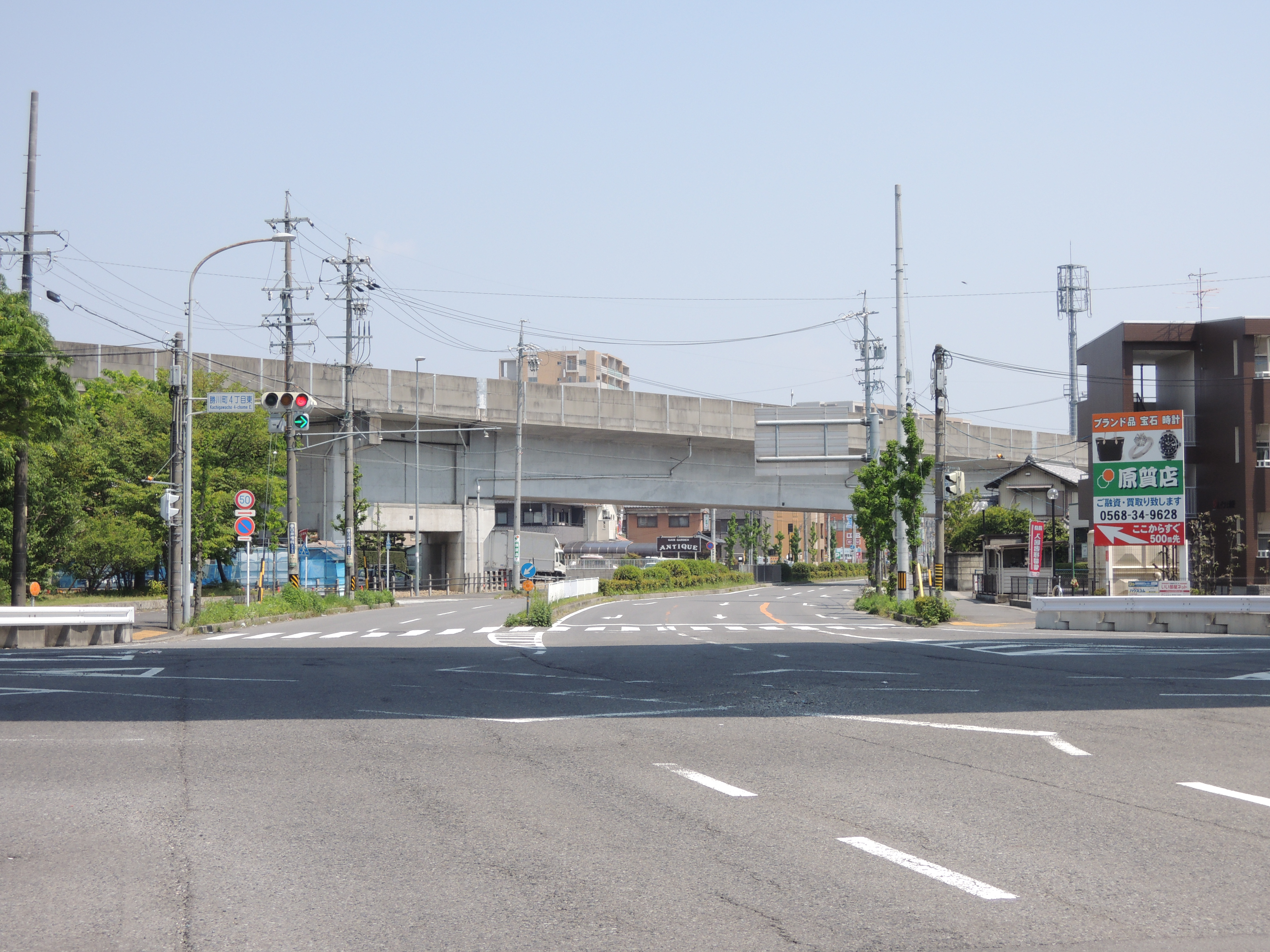
愛知県道508号 内津勝川線終点 勝川町4丁目東交差点

愛知県道508号内津勝川線（あいちけんどう508ごう うつつかちがわせん）は、愛知県春日井市内を通る愛知県の一般県道である。国道19号のバイパス化（春日井バイパス、内津バイパス）に伴い一般県道となった。国道19号時代には現在の勝川町3丁目交差点付近から上屋敷公園（現在の終点）付近までを直線的に結ぶルートが存在していたが、1990年代以降は区画整理にともなう宅地化により廃道となってしまっている。

## 概要

### 路線データ
- 起点：春日井市内津町（国道19号（内津バイパス）北山トンネル東）
- 終点：春日井市勝川町（国道302号（名古屋環状2号線）春日井市勝川町4東交差点）
- 延長：約16.8 km

## 沿革
- 1984年3月16日：認定

## 主な接続路線
- 愛知県道123号市之倉内津線（春日井市内津町地内：起点）
- 国道19号（内津バイパス）（春日井市内津町地内：内津トンネル西方）
- 愛知県道53号春日井瀬戸線（春日井市内津交差点 - 西尾町地内で重複）
- 愛知県道199号高蔵寺小牧線（春日井市坂下町1丁目交差点）
- 愛知県道214号松本名古屋線（春日井市松本町地内）
- 国道155号（春日井市出川町交差点）
- 愛知県道451号名古屋外環状線・愛知県道213号篠木尾張旭線（春日井市篠木町8丁目交差点）
- 愛知県道25号春日井一宮線・愛知県道75号春日井長久手線（春日井市鳥居松交差点）
- 愛知県道201号南外山勝川停車場線（春日井市勝川駅前東交差点）
- 国道302号（名古屋環状2号線）（春日井市勝川町4丁目東交差点：終点）
- 名古屋第二環状自動車道（勝川IC）

## 別名
- 下街道（春日井市）
- 善光寺街道（春日井市）
- 旧国道19号（春日井市）

## 周辺
- 内々神社
- 春日井市民球場
- マジオドライバーズスクール春日井校
- 春日丘中学校・高等学校
- 中部大学
- ピアゴ篠木店
- 愛知県立春日井商業高等学校
- 春日井市図書館
- 春日井市役所
- 愛知県立春日井高等学校
- 柏接骨院
- イオン春日井店
- 春日井郵便局
- JR中央本線・JR東海交通事業城北線 勝川駅